# Cryptoprocta ferox
El fosa (Cryptoprocta ferox) es una especie de mamífero carnívoro de la familia Eupleridae. Es el carnívoro nativo más grande de Madagascar. A pesar de su gran parecido, tanto físico como en costumbres, con los félidos, el fosa es en realidad un representante de los eupléridos. Dada la ausencia de otros mamíferos carnívoros en Madagascar, el fosa es el depredador dominante de la isla y principal cazador de los lémures. El gran tamaño de los animales actuales (dos veces el de un gato doméstico, por lo que son los eupléridos actuales más grandes) es un claro ejemplo de gigantismo insular.
El nombre procede del malgache, aunque su fonética se vio alterada en el proceso, pues la palabra local para designar a este animal es algo parecido a Fusa.
No se debe confundir este animal con otro euplérido, cuyo nombre científico (Fossa fossana) puede llevar a equívocos.
El fosa fue formalmente descrito en 1833 por Edward Turner Bennett. El nombre del género Cryptoprocta hace referencia a cómo la bolsa anal esconde el ano del animal, de las palabras en griego antiguo crypto- "esconder" y procta "ano"; el nombre de la especie ferox proviene del latín "feroz" o "salvaje". Su nombre común en malgache, es fossa o fosa. El nombre común es el mismo que el nombre genérico de la civeta de Madagascar (Fossa fossana), pero son especies diferentes. A causa de ciertas características compartidas con civetas, mangostas y gatos (Felidae), su clasificación biológica fue durante un largo tiempo objeto de controversia. Bennett originalmente colocó al fosa como un tipo de civeta en la familia Viverridae, una clasificación que se hizo popular entre los taxónomos. Su caja craneana compacta, grandes órbitas oculares, garras retráctiles y dientes de carnívoro especializados han inducido a algunos taxónomos a asociarlo con los felinos.  En 1939, William King Gregory y Milo Hellman colocaron al fosa en su propia subfamilia dentro de Felidae, Cryptoproctinae. George Gaylord Simpson lo volvió a asignar a Viverridae en 1945, aún dentro de su propia subfamilia, aunque reconociendo que posee numerosas características que lo asemejan a un gato.

## Descripción
Los fosas tiene la apariencia de un gran félido (p. ej., un puma), pero con un cuerpo esbelto y extremidades musculosas, y una cola casi tan larga como el resto del cuerpo. Tienen una cabeza parecida a la de las mangostas, relativamente más larga que la de los gatos, aunque con un hocico ancho y corto, y con orejas grandes pero redondeadas. Tienen ojos de color marrón medio, relativamente separados, con pupilas que se contraen hasta convertirse en rendijas. Como muchos carnívoros que cazan de noche, sus ojos reflejan la luz; la luz reflejada es de color naranja. La longitud cabeza-cuerpo es de 70-80 cm y la de la cola de 65-70 cm. Existe cierto dimorfismo sexual, siendo los machos adultos (con un peso de 6,2-8,6 kg) más grandes que las hembras (5,5-6,8 kg). Individuos más pequeños suelen encontrarse al norte y al este de Madagascar, y los más grandes al sur y al oeste. Se ha informado de individuos inusualmente grandes, de hasta 20 kg de peso, pero existen dudas sobre la fiabilidad de las mediciones. Las fosas pueden oler, oír y ver bien. Son animales robustos y las enfermedades son raras en los fossas cautivos.

Tanto los machos como las hembras tienen un pelaje corto y liso, relativamente denso y sin manchas ni patrones. Ambos sexos son generalmente de color entre leonado y marrón rojizo en el dorso y crema sucio en el vientre. Cuando están en celo, pueden presentar una coloración anaranjada en el abdomen debido a una sustancia rojiza segregada por una glándula pectoral, pero esto no ha sido observado sistemáticamente por todos los investigadores. La cola tiende a ser más clara que los costados. Los juveniles son grises o casi blancos. 

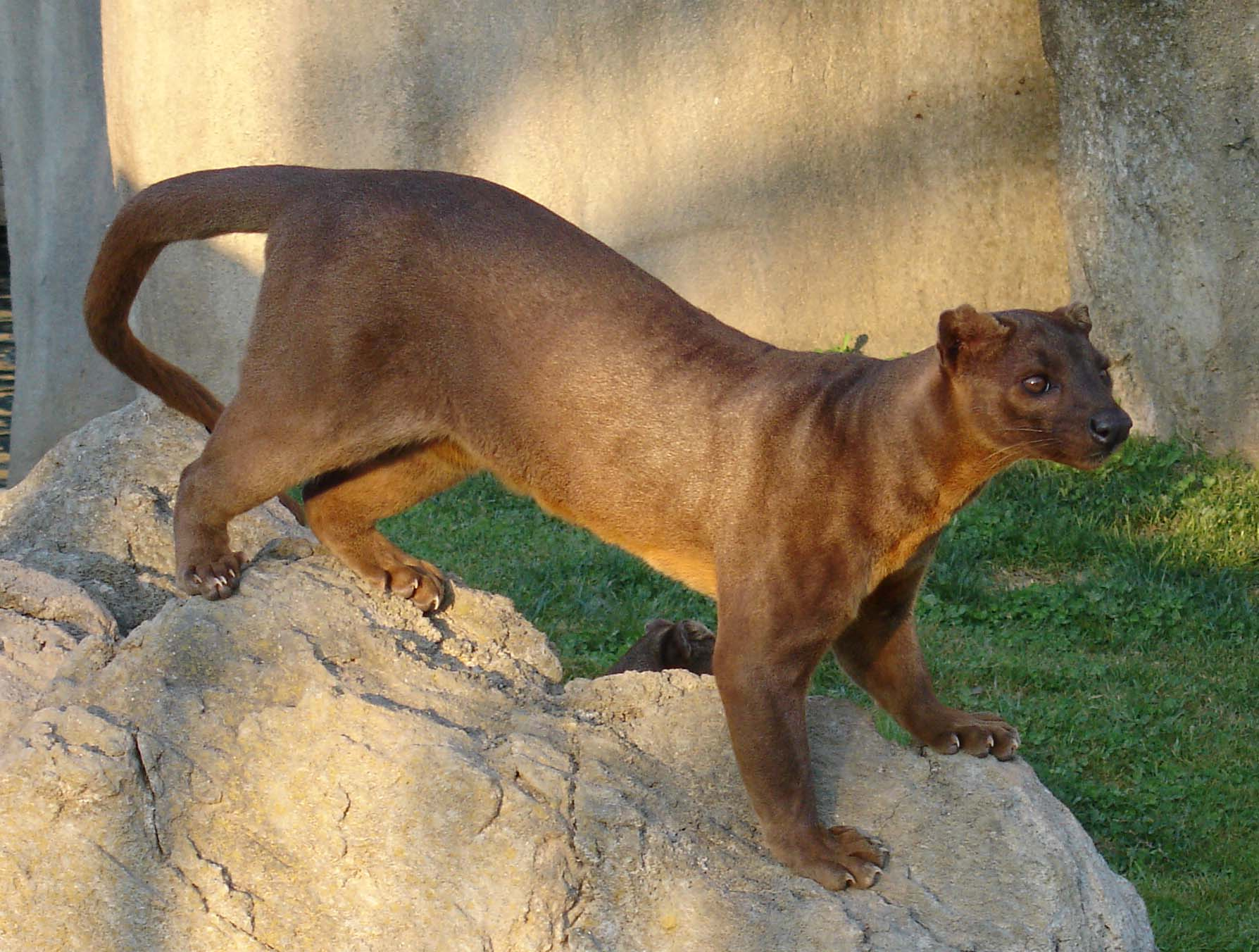
Cryptoprocta ferox.

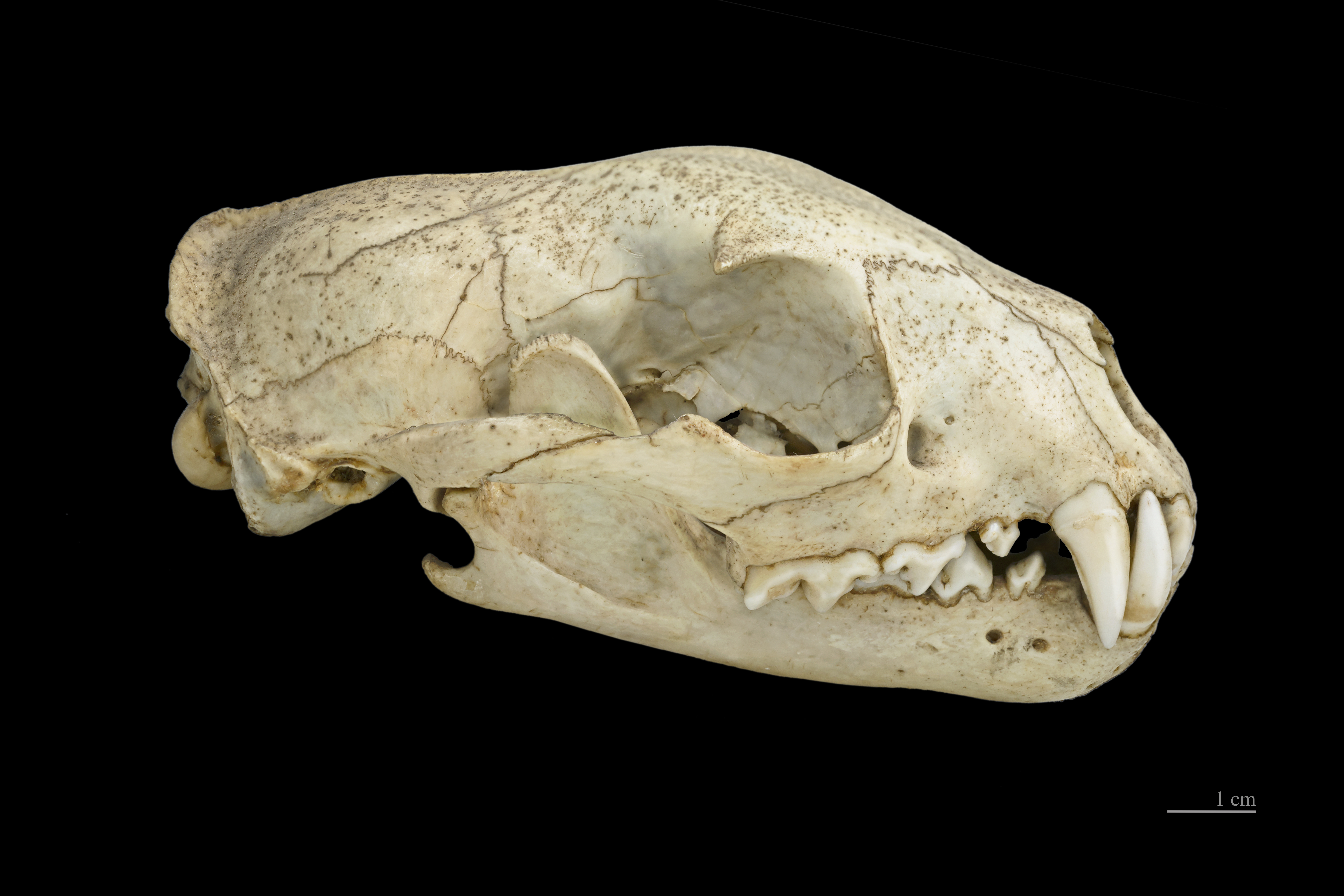
Cryptoprocta ferox

Varias de las características físicas del animal son adaptaciones para trepar por los árboles. El cuerpo es alargado, musculoso y ágil. Los fosas pueden correr a gran velocidad por el suelo y subirse a los árboles asombrosamente rápido, gracias al extraordinario agarre de sus patas desnudas y provistas de garras retráctiles (característica típica de los felinos). Tiene patas semiplantígradas, que alternan entre un paso plantígrado (al moverse entre los árboles) y uno digitígrado (al moverse en la tierra). Las plantas de sus patas están casi desnudas y cubiertas de fuertes almohadillas. Tienen tobillos muy flexibles que les permiten agarrarse fácilmente a los troncos de los árboles para subir o bajar de cabeza. Incluso pueden saltar de un árbol a otro como si se tratasen de pequeñas ardillas, con lo que raramente dejan escapar a su presa. Se sabe de ejemplares jóvenes en cautividad que se balancean colgando de cabeza por las patas traseras desde cuerdas anudadas.
De hábitos nocturnos, se alimenta de lémures y aves que a veces caza al vuelo. Cuando el fosa camina sobre el suelo, lo hace de forma plantígrada.
Utiliza la cola para mantener el equilibrio y tiene garras semirretráctiles que utiliza para trepar por los árboles en busca de presas. 
Tienen varias glándulas odoríferas, aunque están menos desarrolladas en las hembras. Al igual que los herpéstidos, tiene una glándula perianal dentro de un saco anal que rodea el ano como una bolsa. La bolsa se abre al exterior con una hendidura horizontal por debajo de la cola. Otras glándulas están situadas cerca del pene o la vagina, y las glándulas peneanas emiten un fuerte olor. Al igual que los herpéstidos, carece de glándulas preescrotales.

### Genitales externos

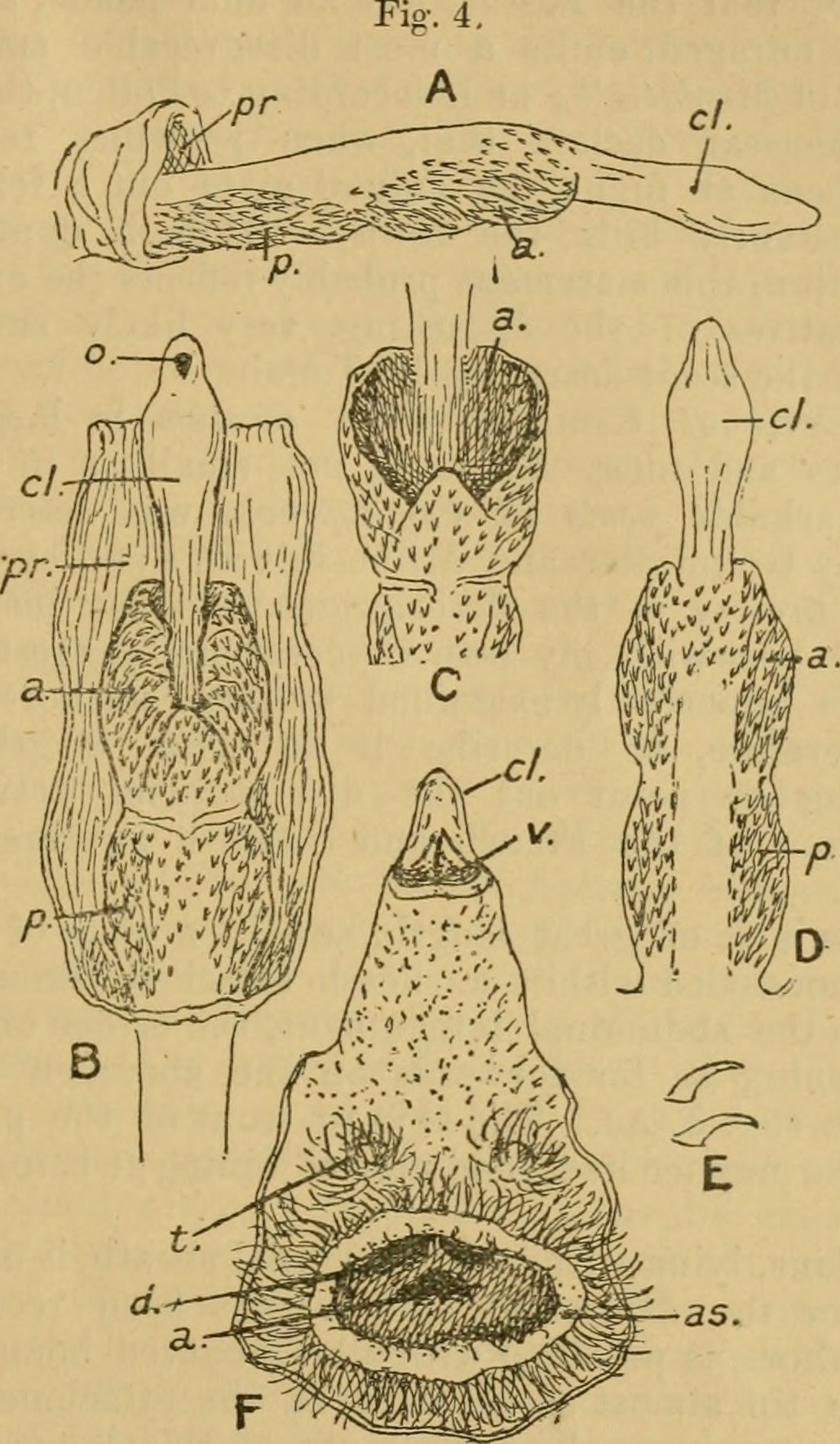
Genitales externos de Cryptoprocta ferox

Una de las características físicas más peculiares de esta especie son sus genitales externos. Los fosas son únicos dentro de su familia por la forma de sus genitales, que comparten rasgos con los de los gatos y las hienas. Los fosas machos tienen un pene y un báculo (hueso peneano) inusualmente largos, que se extiende hasta entre sus patas delanteras en estado de erección, con un grosor promedio de medio de 20 mm. El glande se extiende hasta la mitad del órgano y es espinoso, excepto en la punta. En comparación, el glande de los félidos es corto y espinoso, mientras que el de los vivérridos es liso y largo. Las fosas hembras muestra una masculinización transitoria, que comienza en torno a los 1-2 años de edad, desarrollando un clítoris agrandado y espinoso que se asemeja al pene de los machos. El clítoris agrandado está sostenido por un os clitoridis (hueso clitorídeo o baubelo), que disminuye de tamaño a medida que el animal crece. Las hembras no tienen pseudoescroto, pero segregan una sustancia anaranjada que da color sus partes inferiores, muy parecido a como ocurre con las secreciones de los machos. Los niveles hormonales (testosterona, androstenediona, dihidrotestosterona) no parecen desempeñar un papel en esta masculinización transitoria, ya que esos niveles son los mismos en juveniles masculinizados y en adultos no masculinizados. Se especula que la masculinización transitoria reduce el acoso sexual sobre las hembras jóvenes por parte de machos adultos, o que reduce la agresión de las hembras territoriales. Aunque las hembras de otras especies de mamíferos (como la hiena manchada) tienen un pseudopene, no se conoce ningún otro que disminuya de tamaño a medida que el animal crece.

## Hábitat y distribución
Habitan en los bosques secos del centro y oeste de Madagascar, donde los árboles están espaciados entre sí, dejando abundante vegetación herbácea y arbustiva entre ellos. Son animales solitarios y territoriales que marcan su dominio gracias a las secreciones de potentes glándulas odoríferas.
Los fosas son el carnívoro malgache con el área de distribución geográfica más amplia y, por lo general, se encuentra en escaso número por toda la isla en las extensiones de bosque que sobreviven, prefiriendo hábitats de bosques prístinos no perturbados. También se les encuentra en algunos bosques degradados, pero en menor número. Aunque los fossa se encuentra en todos los hábitats forestales conocidos de Madagascar, incluyendo los bosques secos caducifolios occidentales, los bosques pluviales orientales y los bosques espinosos meridionales, son más frecuentes en bosques húmedos que en secos. Esto puede deberse a que el dosel reducido de los bosques secos proporciona menos sombra, y también a que los fosas parecen desplazarse más fácilmente en bosques húmedos. Están ausentes de zonas con mayor alteración del hábitat y, como la mayor parte de la fauna de Madagascar, de la altiplanicie central del país.

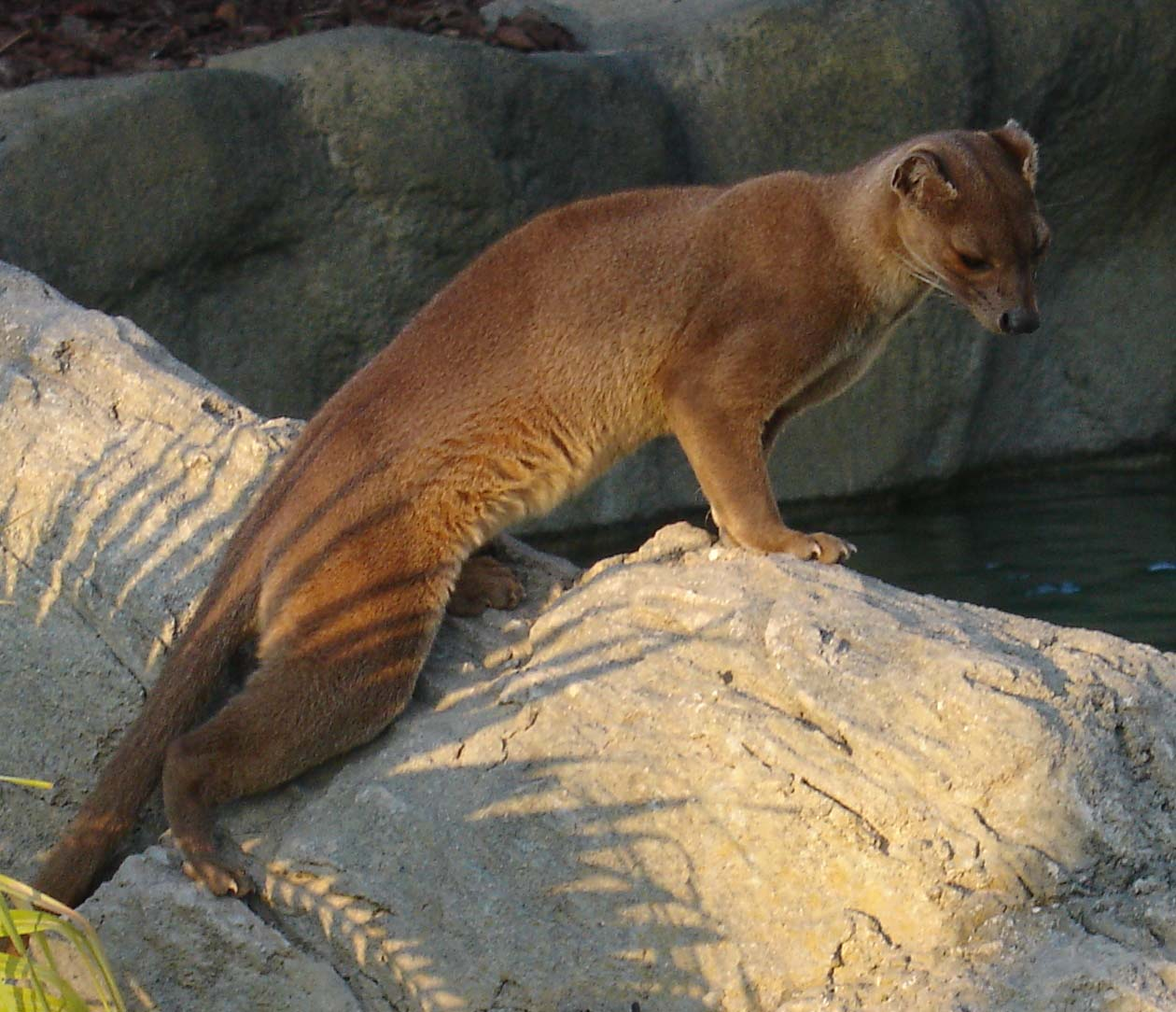
Fossa en un roquedo en el Zoo de Valencia.

## Comportamiento
Los fosas son activos tanto de día como de noche y se les considera catemerales (es decir, no estrictamente nocturnos, diurnos o crepusculares); picos de actividad pueden producirse a primera hora de la mañana, a última hora de la tarde o a última hora de la noche. Por lo general, los animales no reutilizan los lugares donde duermen, pero las hembras con crías vuelven a la misma madriguera. El área de campeo de los machos en el bosque de Kirindy es de hasta 26 km2, frente a los 13 km2 de las hembras. Estas áreas de distribución se solapan en un 30 % (según datos de los bosques orientales), pero las hembras suelen ener áreas de distribución separadas. Las áreas de campeo crecen durante la estación seca, quizá porque hay menos comida y agua disponibles. En general, fosas a las que se ha puesto un radio-collar se desplazan entre 2 y 5 kilómetros al día, aunque en un caso se observó a una fosa desplazarse una distancia en línea recta de 7 km (4,3 mi) en 16 horas. La densidad de población del animal parece ser baja: en el bosque de Kirindy, donde se cree que son comunes, su densidad se estimó en un animal por cada 4 km² en 1998. Otro estudio realizado en el mismo bosque entre 1994 y 1996 con el método de marcado y recaptura indicó una densidad de población de un animal por cada 3,8 km2  y un adulto por cada 5,6 km2.
Salvo madres con crías y observaciones ocasionales de machos en pares, los animales suelen encontrarse solos, por lo que la especie se considera solitaria. Sin embargo, una publicación de 2009 reportó una observación detallada de caza cooperativa, en la que tres fosas macho cazaron un sifaca (Propithecus verreauxi) de 3 kg durante 45 minutos, y posteriormente compartieron la presa. Este comportamiento puede ser un vestigio de la caza cooperativa que habría sido necesaria para abatir lémures de mayor tamaño recientemente extinguidos.
Los fosas se comunican mediante sonidos, olores y señales visuales. Las vocalizaciones incluyen ronroneos, una llamada de amenaza y una llamada de miedo, consistente en «inhalaciones y jadeos fuertes y gruesos repetidos». Un aullido largo y agudo puede funcionar para atraer a otros fosas. Las hembras hacen ruidos durante el apareamiento y los machos producen un suspiro cuando han encontrado una hembra. A lo largo del año, los animales producen marcas de olor perdurables en rocas, árboles y el suelo mediante glándulas situadas en la región anal y en el pecho. También se comunican mediante expresiones faciales y corporales, pero el significado de estas señales es incierto. Los animales son agresivos sólo durante el apareamiento, y los machos en particular luchan de manera arriesgada. Tras una breve pelea, el perdedor huye y es seguido por el ganador a corta distancia. En cautividad, las fosas no suelen ser agresivas y a veces incluso se dejan acariciar por un cuidador del zoo, pero los machos adultos en particular pueden intentar morder.

### Dieta
Los fosas son carnívoros que cazan animales pequeños y medianos. Es una de las ocho especies carnívoras endémicas de Madagascar, el mayor mamífero terrestre endémico que sobrevive en la isla y el único depredador capaz de cazar adultos de todas las especies de lémures existentes, el mayor de los cuales puede pesar hasta el 90% del peso de un fosa promedio. Aunque es el depredador predominante de los lémures, reportes sobre sus hábitos alimentarios demuestran una amplia variedad de selectividad y especialización de presas en función del hábitat y la estación; la dieta no varía en función del sexo. Aunque se cree que la fossa es especialista en lémures en el Parque Nacional de Ranomafana, sus dietas son más variables en otros hábitats de selva tropical.

### Reproducción
A pesar de su menor tamaño, las hembras son territoriales al igual que los machos y son ellas las que deciden a qué machos permiten aproximarse para reproducirse. En cualquier momento, la hembra desencantada puede retirarse, incluso en mitad del acoplamiento (algo muy doloroso para un fosa macho, pues su pene erecto, casi tan largo como el torso, puede quedarse enganchado). El número de crías varía en cada parto; éstas nacen desnudas y sin dientes y dependen completamente de su madre hasta que cumplen un año de edad. Hacia los tres años maduran completamente y pueden reproducirse.
Los fosas tienen un sistema de apareamiento poliándrico. La mayoría de los detalles que se conocen sobre de la reproducción en poblaciones silvestres proceden de los bosques secos caducifolios occidentales, de manera que se requiere más investigación de campo para determinar si algunos de estos detalles son aplicables a las poblaciones orientales. El apareamiento suele tener lugar en septiembre y octubre, aunque hay reportes de que se produce hasta diciembre, y puede ser muy conspicuo. En cautiverio en el hemisferio norte, los fosas en cambio se aparean en la primavera boreal, de marzo a julio. La cópula suele producirse en árboles sobre ramas horizontales a unos 20 m del suelo. Con frecuencia se utiliza el mismo árbol año tras año, con notable precisión en cuanto a la fecha de inicio de la temporada. Los árboles suelen estar cerca de fuentes de agua, y tienen ramas lo suficientemente fuertes y anchas como para soportar la pareja que se aparea, de unos 20 cm de ancho. También se han reportado algunos apareamientos en el suelo.
Hasta ocho machos pueden mantenerse en un lugar de apareamiento, permaneciendo cerca de la hembra receptiva. La hembra parece elegir al macho con el que se aparea, y los machos compiten por la atención de la hembra emitiendo un número significativo de vocalizaciones y participando en numerosas interacciones antagónicas. La hembra puede elegir aparearse con varios machos, y su elección no parece tener ninguna correlación con la apariencia física de estos. Para estimular a los machos a que las monten, las hembras emiten una serie de «maullidos». El macho monta desde atrás, apoyando su cuerpo sobre el de ella de una manera ligeramente descentrada, una posición que requiere un delicado equilibrio, puesto que si la hembra se pusiera de pie, el macho tendría muchas dificultades para continuar. Los machos ponen las patas sobre los hombros de las hembras o las agarran por la cintura y a menudo les lamen el cuello. El apareamiento puede durar casi tres horas. Esta duración inusual se debe a la naturaleza física del pene erecto del macho, que tiene espinas que apuntan hacia atrás en la mayor parte de su larga longitud (en estado de erección pueden alargarse hasta sus patas delanteras). El apareamiento en los fosas incluye un «abotonamiento» copulatorio (esto es, que los fosas quedan «enganchados» o «pegados»), que puede ser consecuencia forzosa del pene espinoso del macho. El «abotonamiento» es difícil de romper si se interrumpe la sesión de apareamiento. La cópula con un solo macho puede repetirse varias veces, con un tiempo total de apareamiento de hasta catorce horas, mientras que los machos pueden permanecer con las hembras hasta una hora después de la cópula. Una sola hembra puede ocupar un árbol hasta por una semana, apareándose con varios machos durante ese tiempo. Asimismo, otras hembras pueden ocupar su lugar, apareándose tanto con algunos de los mismos machos como con otros. Esta estrategia de apareamiento, en la que las hembras monopolizan un lugar y maximizan el número de parejas disponibles, parece ser única entre los carnívoros. Investigaciones recientes sugieren que este sistema ayuda a los fosas a superar factores que normalmente impedirían la búsqueda de pareja, como la baja densidad de población y la falta de uso de madrigueras.
Los partos dan camadas de una a seis crías (normalmente de dos a cuatro), y tienen lugar en un lugar oculto, como madrigueras subterráneas, termiteros, grietas en las rocas o huecos de árboles grandes (sobre todo aquellos del género Commiphora). Contrariamente a lo concluido por investigaciones anteriores, se ha encontrado que las camadas son de sexos mixtos. Las crías nacen en diciembre o enero, por lo que el periodo de gestación es de 90 días, y reportes sobre apareamientos tardíos indican un periodo de gestación de unas seis o siete semanas. Las crías recién nacidas son ciegas y desdentadas y no pesan más de 100 g. Su pelaje es fino y se ha descrito como gris-marrón o casi blanco. Al cabo de dos semanas, los ojos de las crías se abren, se vuelven más activas y su pelaje se oscurece hasta adquirir un color gris perlado. Los cachorros no consumen alimentos sólidos sino hasta los tres meses y no abandonan la madriguera hasta los 4,5 meses; son destetados poco después., Tras su primer año, los jóvenes son independientes de su madre. Los dientes permanentes aparecen entre los 18 y los 20 meses. Alrededor de los dos años alcanzan la madurez física, pero no alcanzan la madurez sexual hasta pasados uno o dos años, por lo que las crías pueden permanecer con su madre hasta la madurez total. La esperanza de vida en cautiverio es de hasta 20 años o más, posiblemente debido al lento desarrollo juvenil.

## Relación con el hombre

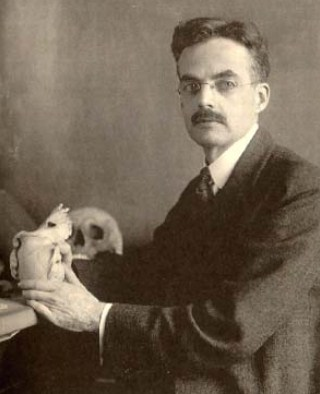
William King Gregory colocó al fosa en su propia subfamilia dentro de Felidae

En Madagascar, el fosa es considerado un animal casi diabólico. Circulan todo tipo de leyendas sobre él, advirtiendo de su supuesto peligro para los humanos, desde que es supuestamente capaz de adormecer a una persona lamiéndole la cara para luego arrancarle los intestinos, hasta su supuesta fijación por raptar bebés. En las zonas rurales se le acusa de matar gallinas, patos y cerdos. Por ello, no son raras las batidas para acabar con algunos ejemplares, a pesar de que la especie está protegida por el gobierno de Madagascar. La caza, unida a la destrucción de su hábitat, ha reducido enormemente su población. Fue declarado vulnerable por la IUCN en 2008 y se estima que hoy en día deben de quedar menos de 2500 ejemplares en libertad, algo catastrófico debido a lo poco que se sabe aún de su biología y comportamiento en su medio natural.
Los fosas no son merecedores de la fama que tienen en Madagascar. Se acostumbran fácilmente a la vida en cautividad, donde se muestran dóciles y afectivos con sus dueños. En cautividad viven una media de 20 años.